# C41 (Namibië)
De C41 is een secundaire weg in het noordwesten van Namibië. De weg loopt van Ondangwa via Ongwediva en Oshakati naar Opuwo. In Ondangwa sluit de weg aan op de B1 naar Windhoek en Lubango.
De C41 is 227 kilometer lang en loopt door de regio's Oshana, Omusati en Kunene.